# Суриц, Елена Александровна
Еле́на Алекса́ндровна Су́риц (в замужестве Богатырёва; 17 мая 1929 — 15 февраля 2022, Москва) — советская и российская переводчица

 прозы и драматургии с английского, немецкого, французского, шведского, норвежского и датского языков. Член Союза писателей СССР,Союза писателей Москвы.

## Биография
С 1974 года до конца жизни проживала в ЖСК «Советский писатель», Красноармейская, д. 25.

## Переводы
В переводе Суриц публиковались произведения Джонатана Свифта, Джейн Остин, Мэри Шелли, Хораса Уолпола, Вальтера Скотта, Шарлотты Бронте, Эдгара По, Александра Дюма (отца), Чарльза Диккенса, Томаса Пикока, О. Генри, Оскара Уайльда, Редьярда Киплинга, Гилберта Честертона, Вирджинии Вулф, Томаса Вулфа, Уильяма Батлера Йейтса, Лесли Поулза Хартли, Уильяма Голдинга («Повелитель мух»), Сэмюэла Беккета, Дилана Томаса, Джорджа и Уидона Гроссмит, Мюриэл Спарк, Берил Бейнбридж, Джона Бэнвилла, Джона Стейнбека, Трумена Капоте, Джона Диксона Карра, Бернарда Маламуда, Сола Беллоу, Райнера Рильке, Стефана Цвейга, Петера Бикселя, Эжена Ионеско, Августа Стриндберга, Кнута Гамсуна, Карен Бликсен, Пера Лагерквиста, Тарьея Весоса и других авторов, сценарии Ингмара Бергмана, стихотворения Л. Энглунда, скандинавские сказки. Многие из этих переводов были первыми переводами произведений этих авторов на русский язык.

## Семья
- Дед — Яков Захарович Суриц, дипломат.
- Бабушка — Фанни Ефимовна Нюрина, прокурор РСФСР.
- Мать — Гедда Яковлевна Суриц (1909—1984), геофизик.
- Отец — Александр Ефимович Ниточкин, инженер.
- Дядя — Александр Израилевич Шаров, писатель.
- Тётя — Елизавета Яковлевна Суриц, историк балета.
- Брат — Сергей Александрович Ниточкин, издатель, букинист.
- Муж — Константин Петрович Богатырёв, переводчик.

Похоронена на Переделкинском кладбище вместе с мужем.

## Признание
- 1994 — лауреат премии «Инолит»[6].
- 2006 — лауреат премии Британского Совета «Единорог и лев»[6]
- 2007 — лауреат премии «Мастер»[6].
- 2010 — лауреат премии «Инолит»[6] за перевод романа Роберта Ная «Миссис Шекспир. Полное собрание сочинений».